# زوبين جارج
زوبين جارح وليدة في زوبان بوكاثور في 18 نوفمبر 1972وهوى مغني هندي، مخرج موسيقى، ملحن، شاعر غنائي، وغيره يعمل في المقام الأول ويغني في صناعات الأفلام والموسيقى باللغة الإسبانية والبغالية والهندية ،  ولكنه غنى بالعديد من اللغات والهجات الأخرى، بما في ذلك بيشنوبريا مانيبوري وبورو والإنجليزية وجولباريا والكانادا وكاربي وخاسي والمالايالامية ., الماراثى, ميسينج, النيبالية، أوديا، السنسكريتية، السندية، التاميلية، التيلجو, تيوا .    وهو أيضًا عازف ويعزف على 12 أداة بما في ذلك أناندا لوهوري ودهول ودوتارا والطبول والجيتار والهارمونيكا والأرغن والمندولين ولوحة المفاتيح والطبلة وآلات الإيقاع المختلفة.  إنه المغني الأعلى أجراً في ولاية آسام. 
وتم تكريم زوبين جارح في عام 2011 كفنان ضيف لهذا العام من قبل مؤتمر آسام، في أوكبروك في شيكاغو ، الولايات المتحدة . 